# Bab El Bhar (delegación)
Bab El Bhar es una delegación de la gobernación de Túnez en Túnez. En abril de 2014 tenía una población censada de 36 210 habitantes.
Se encuentra ubicada al noreste del país, junto al golfo de Túnez (mar Mediterráneo) y la capital del país, la ciudad de Túnez.